# Балтієць (Виборзький район)
Балтієць (до 1948 Вілайокі, фін. Vilajoki) — селище в Виборзькому районі Ленінградської області. Входить до складу Селезньовського сільського поселення.
Колишнє фінське село, до 1939 року входило до складу волості Сяккярві Виборзької губернії Фінляндії. Перейменоване в 1948 від назви колгоспу.
Поштовий індекс — 188908.

## Населення
| 2007 | 2010 | 2017 |
| ---- | ---- | ---- |
| 15   | ↗72  | ↘30  |